# Barbacenia markgrafii
Barbacenia markgrafii är en enhjärtbladig växtart som beskrevs av Schulze-menz. Barbacenia markgrafii ingår i släktet Barbacenia och familjen Velloziaceae. Inga underarter finns listade.